# 919 Ilsebill
919 Ilsebill
919 Ilsebill là một tiểu hành tinh bay quanh Mặt Trời.